# Михаило-Архангельский храм (Зирган)
 Михаило-Архангельский храм — православный храм в селе Зирган Мелеузовского района Республики Башкортостан. Относится к Салаватской епархии Русской православной церкви.
Настоятель: протоиерей Уточкин Роман Леонидович. Адрес: 453880, Мелеузовский р-н, п. Зирган, ул. Советская, д. 128.

## История
Храм был одним из первых строений села Зирган. Расположен в центре села на середине Оренбургского тракта. Совершавшие неблизкий путь из Уфы до Оренбурга, они останавливались здесь, чтобы помолиться и набраться сил на вторую половину пути.
Российский император Александр I 15 сентября 1824 года проезжая по Оренбургской губернии посещал храм села Зирган.
Храм в Зиргане просуществовал до 30-х годов 20 века, а затем был закрыт.
Храм в селе Зирган начал восстанавливаться в 1999 году.
Есть в храме икона с мощами Александра Невского. Икона Александра Невского была подарена нашему храму Петербургской Александро-Невской Лаврой. В ней капсула с частичкой мощей святого; крест, который был на мощах святых в Софийском соборе в Великом Новгороде; икона — Скоропослушница. Точная копия афонской. Писана на Афоне, и освящена там — приложена к подлиннику.
Священники храма: С 1878 по 1884 год — Кречетов М., Федоров Д. К., с 1889 по 1903 год — Красносельцев В., Федоров Д. К., Паньшин М. Дмитриев А., с 1913 по 1915 год — Тихонов Г. Т., с 1917 года — Беркутов Д., с 1929 года — Пернов Ф.
При храме действует воскресная школа.

## Духовенство
- Настоятель храма - иерей Александр Загиров[2]